# Íos (kommunhuvudort i Grekland)
Íos är en kommunhuvudort i Grekland.   Den ligger i prefekturen Kykladerna och regionen Sydegeiska öarna, i den sydöstra delen av landet, 200 km sydost om huvudstaden Aten. Íos ligger 713 meter över havet och antalet invånare är 2 024. Den ligger på ön Nísos Íos.
Terrängen runt Íos är kuperad åt nordost, men åt sydväst är den platt. Havet är nära Íos åt sydväst.  Det finns inga andra samhällen i närheten. 